# Projekt 30
Projekt 30 (jinak též třída Ogněvoj) byla třída torpédoborců sovětského námořnictva z doby studené války. Celkem bylo postaveno 11 jednotek této třídy. Všechny torpédoborce této třídy byly vyřazeny. Jediným zahraničním uživatelem třídy bylo Bulharsko.

## Stavba

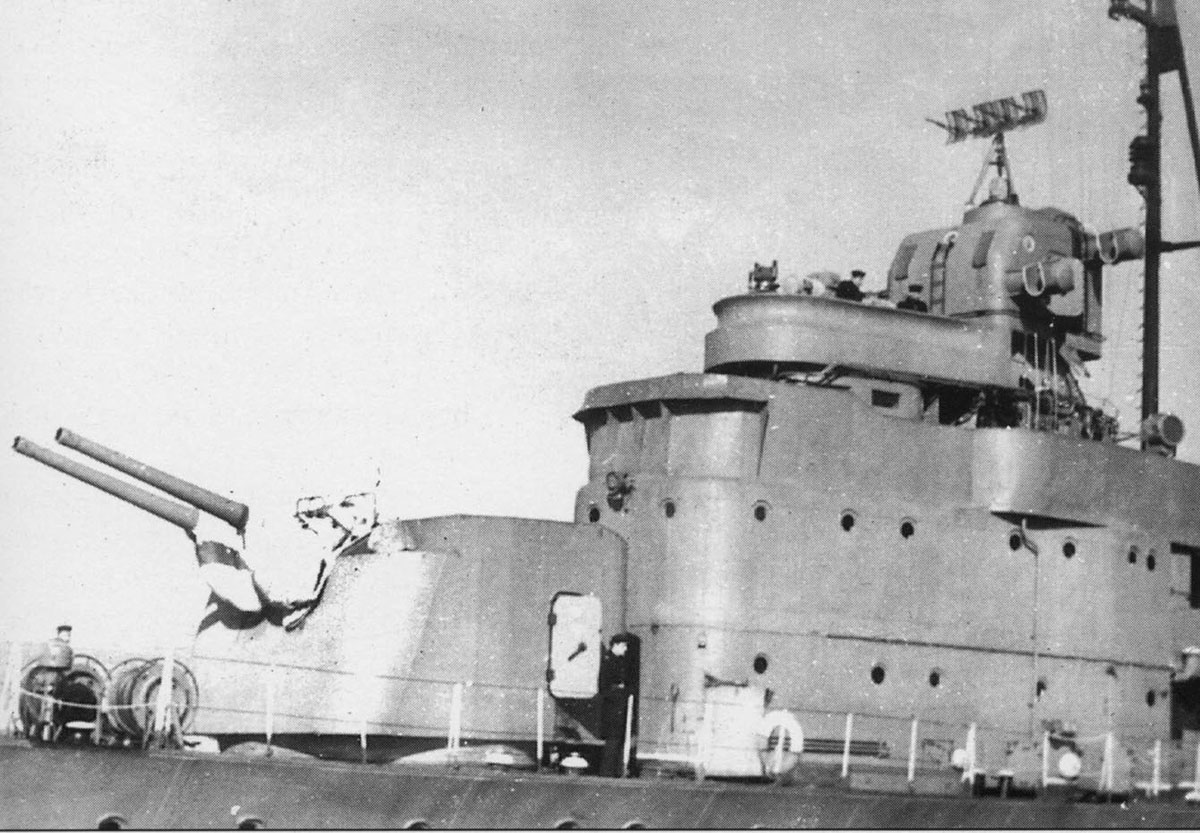
Sovětský torpédoborec Ozornoj

Vývoj torpédoborců projektu 30 byl odsouhlasen roku 1937. Návrh byl dokončen roku 1939. Do zahájení německého útoku na SSSR byla zahájena stavba 28 torpédoborců této třídy. Do konce války se podařilo dokončit pouze prototypovou jednotku Ogněvoj. V letech 1947–1950 bylo dokončeno ještě 10 plavidel, jejichž konstrukce byla vylepšena na standard Projekt 30K.

## Konstrukce

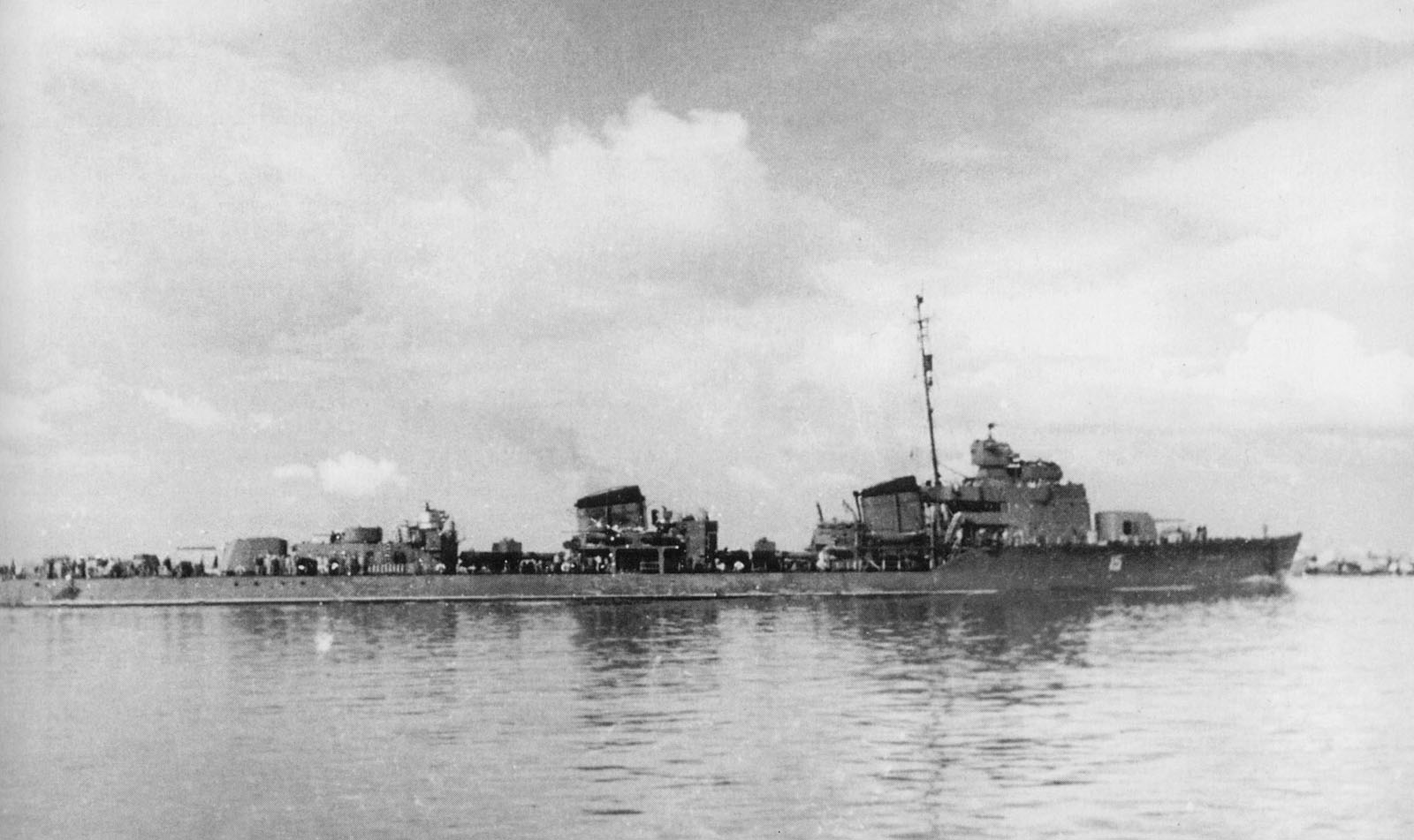
Sovětský torpédoborec Ogněvoj

### Projekt 30
Základní výzbroj tvořily čtyři jednoúčelové 130mm kanóny ve dvou dvoudělových věžích, které doplňovaly dva 76mm kanóny, šest protiletadlových 37mm kanónů v jednohlavňové lafetaci a čtyři 12,7mm kulomety. K napadání hladinových lodí sloužily dva pětihlavňové 533mm torpédomety. K ničení ponorek sloužily dva vrhače a dvě skluzavky hlubinných pum. Pohonný systém tvořily dvě parní turbíny a čtyři kotle KV-30. Celkový výkon byl 54 000 hp. Nejvyšší rychlost dosahovala 37 uzlů. Dosah byl 3060 námořních mil při rychlosti 18 uzlů.

## Zahraniční uživatelé
- Bulharsko – Bulharské námořnictvo získalo roku 1950 torpédoborec Georgi Dimitrov (ex Ozornyj).[1]